# Wasted Years
〈Wasted Years〉는 영국의 헤비 메탈 밴드 아이언 메이든의 노래이다. 이 곡은 밴드의 열네 번째 싱글이며, 1986년 여섯 번째 스튜디오 음반인 《Somewhere in Time》의 첫 번째 싱글이다. 이 곡은 음반에서 신시사이저가 없는 유일한 곡이다. 1986년에 발매된 이 곡은 백 보컬도 부르는 기타리스트 아드리안 스미스가 단독으로 작곡한 첫 번째 싱글이다. 이 곡은 영국 싱글 차트에서 18위에 올랐다.

## 개요
이 곡은 향수병과 소외의 주제와 더불어 밴드가 거의 1년 가까이 지난 투어에서 겪었던 부정적인 측면과 스미스를 비롯한 밴드 멤버들이 겪었던 개인적인 문제들을 다루고 있다. 동시에 후렴구는 과거의 어려움을 넘어 미래를 내다봐야 한다는 생각을 제시한다. 원래 제목은 〈Golden Years〉였는데, 수많은 Somewhere on Tour 해적판에서 들을 수 있다.
커버는 타임머신을 날리는 밴드 마스코트 에디의 관점을 묘사하고 있다. 에디의 얼굴 일부만 화면에 비쳐 보인다. 아티스트 데릭 릭스에 따르면, 이것은 밴드가 몇 주 후에 음반이 발매되기 전까지 그의 새로운 사이보그 미션을 쓴 마스코트를 공개하고 싶어하지 않았기 때문이라고 한다. 《Somewhere in Time》 음반 소매와 마찬가지로, 이 싱글 커버에는 BBC 시리즈 《닥터 후》의 타디스가 수록되어 있다. 릭스는 그림을 "얼간이"라고 표현한다. "이것은 에디가 창에 비친 타임머신의 키보드를 기술적으로 묘사한 것입니다. 왜냐하면 에디에게 줄 수 없는 유일한 생각이었기 때문입니다."
홍보 영상은 서독 프랑크푸르트의 스튜디오에서 밴드가 노래를 연주하는 흑백 영상과 함께 밴드의 이전 홍보 영상의 다양한 장면과 함께 World Slavery Tour 중 오프쇼 활동 영상이 혼합된 모습을 담고 있다.
〈Wasted Years〉는 비디오 게임 《록 밴드》에 수록되어 있다.

## 구성
그 노래는 마단조 키로 작곡되었다. 아드리안 스미스는 기타 솔로를 연주한다.

## 곡 목록
7인치 싱글
| #  | 제목             | 작사·작곡       | 재생 시간 |
| -- | ---------------- | --------------- | --------- |
| 1. | 〈Wasted Years〉 | 아드리안 스미스 | 5:06      |

| #  | 제목                                                 | 작사·작곡   | 재생 시간 |
| -- | ---------------------------------------------------- | ----------- | --------- |
| 2. | 〈Reach Out (인타이어 포퓰레이션 오브 해크니 커버)〉 | 데이브 콜웰 | 3:25      |